# Bettina Brentano von Arnim
(Bettina Brentano von Arnim, Lettera a Goethe del 1º agosto 1807)
Bettina Brentano von Arnim, nata Elisabeth Catharina Ludovica Magdalena Brentano (Francoforte sul Meno, 4 aprile 1785 – Berlino, 20 gennaio 1859), è stata una scrittrice tedesca, nota soprattutto per essere stata la moglie del più conosciuto Achim von Arnim, uno dei maggiori esponenti del Romanticismo tedesco, e per l'attiva corrispondenza con intellettuali quali Goethe. Dal 1991 al 31 dicembre 2001 il suo ritratto era presente sulle banconote da 5 marchi.

## Biografia
Bettina nasce a Francoforte sul Meno il 4 aprile 1785. È la figlia di uno dei più facoltosi commercianti della città, originario di Tremezzo, Pietro Antonio Brentano (1735-1797), e della seconda moglie, Maximiliane von Laroche (1756-1793), figlia di Sophie von La Roche. Il padre aveva avuto un figlio, Franz (1765-1844) dalla prima moglie e dopo 4 anni dal decesso di lei, si era risposato con la madre di Bettina il 7 gennaio 1774. Da questo secondo matrimonio nascono numerosi figli ma solo sei sopravvivono, tre maschi e tre femmine: Georg (1775-1851), Clemens (1778-1842), Kunigunde (1780-1863), Christian (1784-1851), Elisabeth(1785-1859) e Magdalena (1788-1861). La famiglia è molto benestante e il padre, dopo aver lavorato per la società di commercio del nonno, crea nel 1777 la sua propria società di commercio, la "Haus zum Goldenen Kopf". La gestione della società è poi trasferita al primogenito della prima moglie, Franz, e al primogenito della seconda moglie, Georg.
Dopo la morte della madre, avvenuta nel 1793, Bettina e le sue sorelle sono inviate in un convento tenuto dalle suore Orsoline a Fritzlar.
Dopo la morte del padre nel 1797 Bettina viene accolta dalla nonna materna Sophie von La Roche a Offenbach am Main e alcuni anni dopo, nel 1804, si trasferisce a Marburg presso la sorella maggiore Kunigunde da poco sposata con il ricco avvocato e filosofo Friedrich Carl von Savigny. Il cognato, uomo di grande cultura ama molto la letteratura ed è amico anche con il fratello Clemens. In quegli anni Bettina incontra molti scrittori e musicisti, e diventa amica anche con Karoline von Günderrode, scrittrice romantica tedesca. È sempre grazie al fratello che conosce, probabilmente sempre intorno al 1804 anche Achim von Arnim, l'uomo che diventerà suo marito. Nel 1805 infatti fu pubblicato Des Knaben Wunderhorn, una raccolta poetica e di canti popolari realizzata dal fratello Clemens e da Achim. 
Nel 1807 incontra Johann Wolfgang von Goethe a Weimar e diventa amica anche della madre Catharina Elisabeth Goethe. Il rapporto con Goethe è strano. Bettina ha un'enorme ammirazione nei confronti di quest'uomo e sa che lui s'innamorò della madre di lei, quando questa era molto giovane. Si dice addirittura che questo sentimento ispirò lo scrittore per I dolori del giovane Werther. Nonostante un ricco scambio di lettere il loro rapporto si romperà bruscamente, sembra a causa di una lite fra la moglie di Goethe e la stessa Bettina. Bettina cercherà di riallacciare i rapporti con il grande scrittore tedesco, ma senza grandi risultati.
Durante un suo soggiorno a Vienna nel 1810, ospite del fratello Franz, incontra un altro personaggio che ammira molto: Ludwig van Beethoven. Il compositore tedesco è molto sensibile al fascino e all'ammirazione della ragazza. Anche con lui Bettina dà vita a un ricco carteggio che pubblicherà più tardi. Sono anni in cui viaggia molto e incontra numerosi intellettuali dell'epoca fra cui anche Carl Friedrich Zelter durante i suoi soggiorni a Berlino. È una grande amante della musica e lei stessa si diletta a scriverla.
Nel 1811 sposa Achim von Arnim, a cui diede ben sette figli:
- Freimund Johann (5 maggio 1812 - 2 marzo 1863);
- Siegmund Lucas (2 ottobre 1813 - 22 febbraio 1890);
- Friedmund Anton Nepomuk (9 febbraio 1815 - 24 luglio 1883);
- Kühnemund Waldemar (24 marzo 1817 - 24 giugno 1835);
- Maximiliane Marie "Maxe" Catharine (23 ottobre 1818 - 31 dicembre 1894) una famosa socialite berlinese del XIX secolo che sposò il tenente generale prussiano Eduard von Oriola;
- Armgart Catharina (4 marzo 1821 - 17 gennaio 1880) che sposò Albert von Flemming diplomatico prussiano e le cui figlie diventarono scrittrici Elisabeth von Heyking e Irene Forbes-Mosse;
- Ottilie Beate Gisela "Gisel" Walburgis (30 agosto 1827 - 4 aprile 1889) famosa scrittrice tedesca che sposò Herman Grimm.[7]

Nel 1831 rimane vedova e decide di pubblicare molti dei suoi epistolari e di diventare più attiva a livello sociale, lottando contro la povertà e le disuguaglianze. Famoso è il suo Das Buch gehört dem König pubblicato nel 1841, così rivoluzionario da essere bandito in Baviera. Nel 1835 scrive Scambi di lettere con una bambina, opera che Goethe stesso apprezzava particolarmente e a cui il grande scrittore francese Honoré de Balzac si ispirò per la creazione del personaggio di Modeste Mignon. Il carteggio è diviso in tre parti: la prima riguarda le lettere scambiate con la madre di Goethe incentrate sull'infanzia e sull'adolescenza del grande scrittore; la seconda parte è costituita dalle lettere di Bettina con Goethe mentre la terza è un vero e proprio diario della Brentano. Nel 1840 pubblica Günderode dedicato all'amica ormai scomparsa Karoline von Günderrode. Nel 1844 pubblica Frühling-skranz dedicato al fratello Clemens, a cui è legatissima, e ai ricordi giovanili. Con la morte del marito riprende a viaggiare molto e incontra tutti gli artisti e l'intellighenzia tedesca dell'epoca: Robert Schumann, Clara Schumann, Johannes Brahms, Franz Liszt, Hans Christian Andersen, Bruno Bauer, Karl Marx e molti altri.
Muore a Berlino il 20 gennaio 1859 all'età di 73 anni a causa di un ictus che l'aveva colpita quattro anni prima. Le sue spoglie riposano nel cimitero di Wiepersdorf accanto a quelle del marito, signore del castello di Wiepersdorf.

## Riconoscimenti

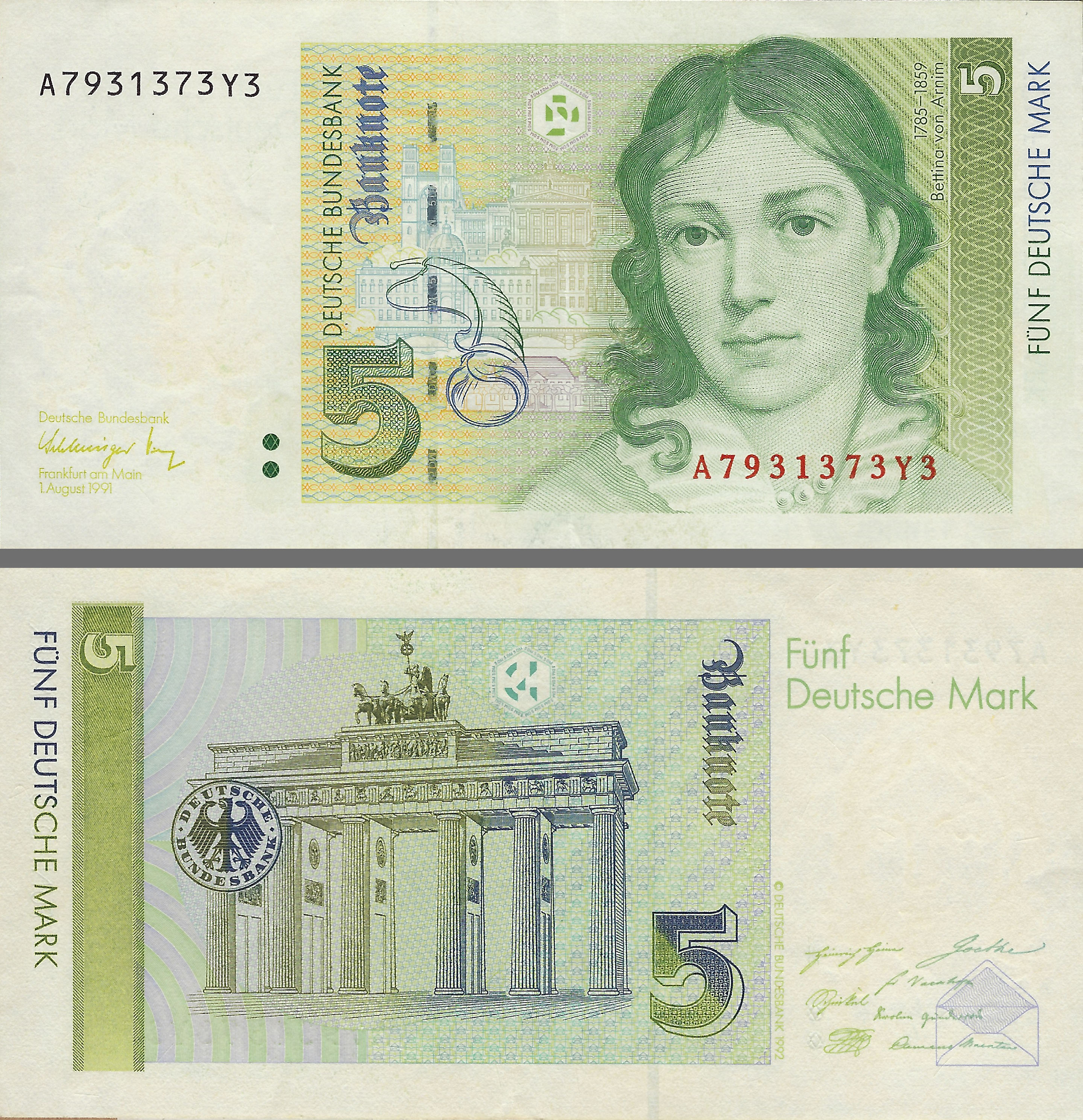
Banconota da 5 marchi

- Il ventenne Johannes Brahms le dedicò nel 1853 i suoi Lieder op. 3.[13]
- Nel 1985 fu lanciato un francobollo commemorativo con la sua effegie.
- Nel 1989 si decise di mettere la sua effigie sulla banconota da 5 marchi.
- Nel 1992 la rivista femminile Brigitte, ha creato il premio letterario "Bettina von Arnim Preis". Il premio è stato soppresso nel 2003.[14]

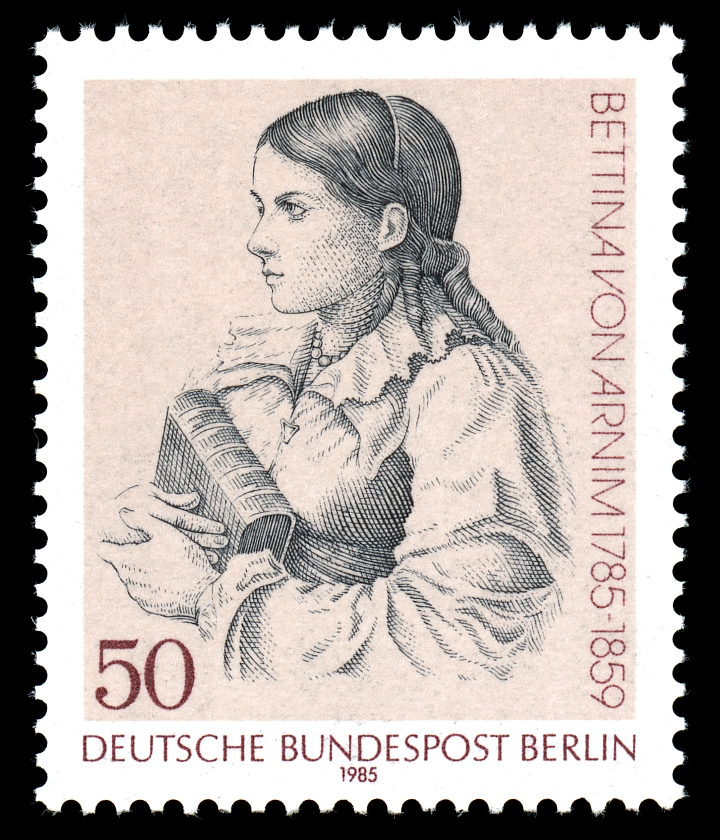
Francobollo commemorativo

## Controversie
Lo scrittore ceco Milan Kundera ha analizzato nel romanzo Immortalità la complessa figura di Bettina soprattutto soffermandosi sul rapporto con Goethe. Egli sostiene che Bettina avesse in realtà utilizzato Goethe, Wieland, Savigny e lo stesso marito Achim von Arnim per raggiungere la notorietà. Il suo interesse per il Socialismo, Marx e la storia delle persecuzioni contro gli Ebrei, secondo Kundera, sarebbe stato soltanto un ennesimo modo per raggiungere la notorietà. Kundera è l'unico ad aver espresso questa posizione. Attualmente lo scrittore è stato spesso criticato per le sue posizioni considerate sessiste e misogine.

## Opere
- Tagebuch (in italiano "Diario") (1835)[18]
- Goethe's Briefwechsel mit einem Kinde (in italiano "Corrispondenza di Goethe con una bambina") (1835)[19][20]
- Die Günderode (ottenuto dal riadattamento delle lettere scambiate con Karoline von Günderrode) (1840)[21][22]
- Das Leben der Hochgräfin Gritta von Rattenzuhausbeiuns (in italiano "La vita della contessa Gritta von Rattenzuhausbeiuns" scritto insieme alla figlia Gisela von Arnim) (1840)
- Dedié à Spontini (in italiano "Dedicato a Spontini") (1842)[23]
- Dies Buch gehört dem König (in italiano "Questo libro appartiene al Re") (1843)[24]
- Clemens Brentanos Frühlingskranz: aus Jugendbriefen ihm geflochten, wie er selbst schriftlich verlangte (in italiano "ghirlanda primaverile di Clemens Brentano: intrecciato con lettere della sua giovinezza, come lui stesso ha richiesto per iscritto) (1844)[25]
- Ilius Pamphilius und die Ambrosia (in italiano "Ilio Panfilio e l'Ambrosia") (1848)[26]
- An die aufgelöste Preussische National-Versammlung (in italiano "Alla disciolta Assemblea nazionale prussiana") (1848)[27]
- Die Polenbroschüre (in italiano "L'opuscolo della Polonia") (1848)[28]
- Gespräche mit Daemonen. Des Königsbuchs zweiter Teil (in italiano "Conversazioni con i Demoni. La seconda parte del libro dei re") (1852)[29]